# Sisyra afra
Sisyra afra là một loài côn trùng trong họ Sisyridae thuộc bộ Neuroptera. Loài này được Kimmins miêu tả năm 1935.